# Świdwin (Landgemeinde)
Die Gmina wiejska Świdwin ist eine eigenständige Landgemeinde in der polnischen Woiwodschaft Westpommern, Powiat Świdwiński. Sitz von Kreis und Landgemeinde ist die Stadt Świdwin (deutsch Schivelbein), die der Gemeinde selbst nicht angehört.
Die Landgemeinde hat eine Fläche von 247,34 km², die das gesamte Stadtgebiet umschließt, und eine Einwohnerzahl von 6128.

## Geographie

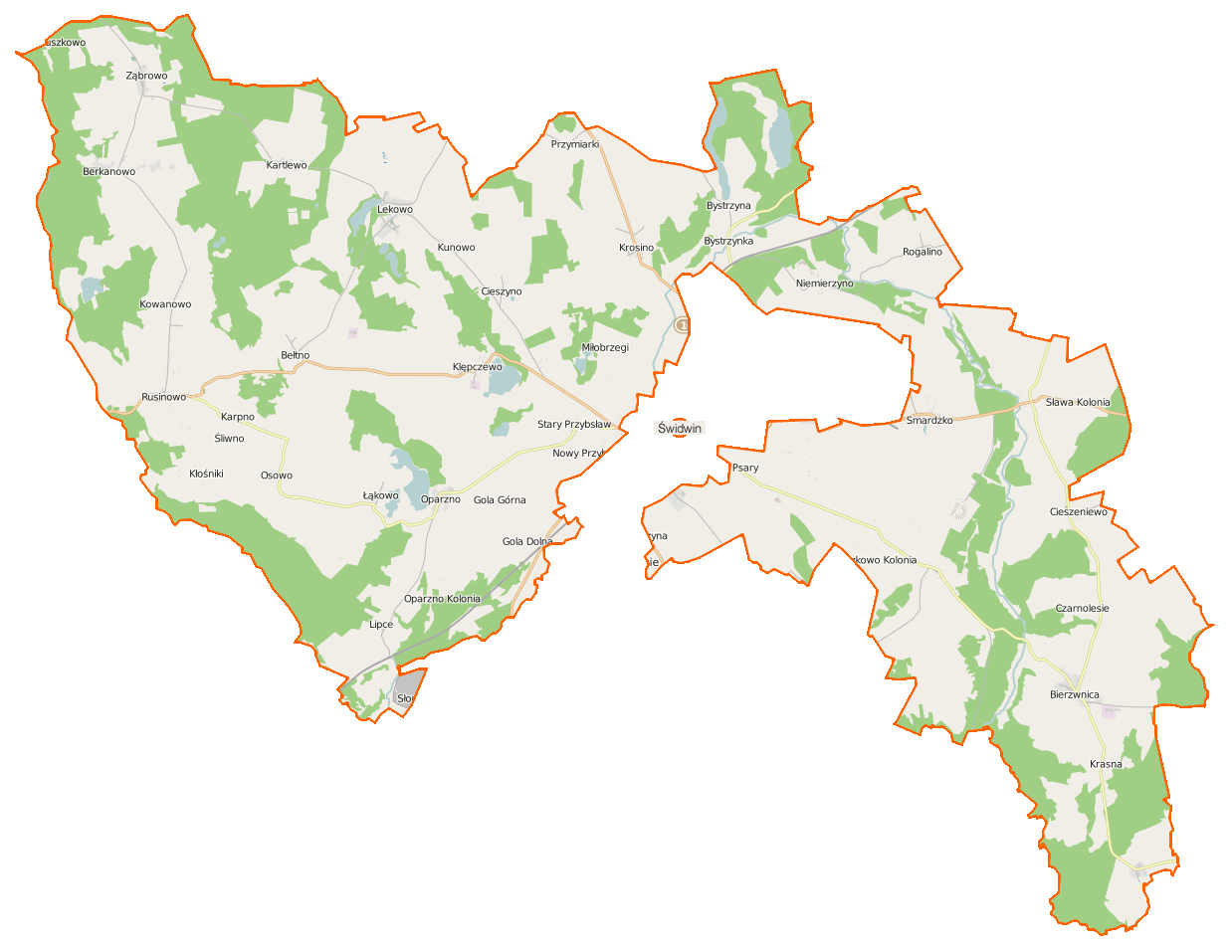
Karte der Landgemeinde

Das Gebiet der Gemeinde umschließt die Stadt außer im Süden zu etwa 90 %.

## Gemeindegliederung
Die Gmina gliedert sich in folgende 18 Schulzenämter:
| - Bełtno (Boltenhagen) - Berkanowo (Berkenow) - Bierzwnica (Reinfeld) - Bystrzyna (Beustrin) - Cieszeniewo (Ziezeneff) - Cieszyno (Teschenbusch) - Kluczkowo (Klützkow) - Krosino (Grössin), - Lekowo (Leckow) - Łąkowo (Lankow) - Niemierzyno (Nemmin) | - Oparzno (Wopersnow) - Osowo (Wussow) - Półchleb (Polchlep) - Przyrzecze (Wartenstein) - Rogalino (Röglin) - Rusinowo (Rützenhagen) - Sława (Alt Schlage) - Smardzko (Simmatzig) - Stary Przybysław (Pribslaff) - Świdwinek (Neu Schivelbein) |

Diesen Schulzenämtern sind weitere, kleinere Orte zugeordnet:
- Bedlno, Blizno, Bystrzynka, Czarnolesie (Kielmhof), Dobrowola (Louisenthal), Głuszkowo (Holzkathen), Gola Dolna (Nieder Göhle), Gola Górna (Ober Göhle), Karpno (Kolanushof), Kartlewo (Kartlow), Kawczyno,  Klępczewo (Klemzow), Kluczkówko, Kłośniki (Hinterfeld),  Kowanowo (Schönfeld), Krasna (Fischersruh), Kunowo (Kuhnow), Lipce (Liepz), Miłobrzegi (Friedensburg), Nowy Przybysław (Neu Pribslaff), Przybyradz (Bullenberg), Przymiarki (Ankerholz), Psary (Stadthof), Rogalinko (Schäferei), Rycerzewko (Neu Ritzerow),  Szczytniki (Botenhagen), Śliwno (Fülgen), Wierzbnica, Ząbrowo (Semerow) u. a.

## Partnergemeinde
- Sanitz in Mecklenburg-Vorpommern.

## Verkehr
Im Gemeindegebiet befindet sich ein Militärflugplatz der polnischen Luftstreitkräfte, die 21. Taktische Fliegerbasis.